# Nilssonia hurum
Nilssonia hurum là một loài rùa trong họ Trionychidae. Loài này được Gray mô tả khoa học đầu tiên năm 1831.

## Hình ảnh

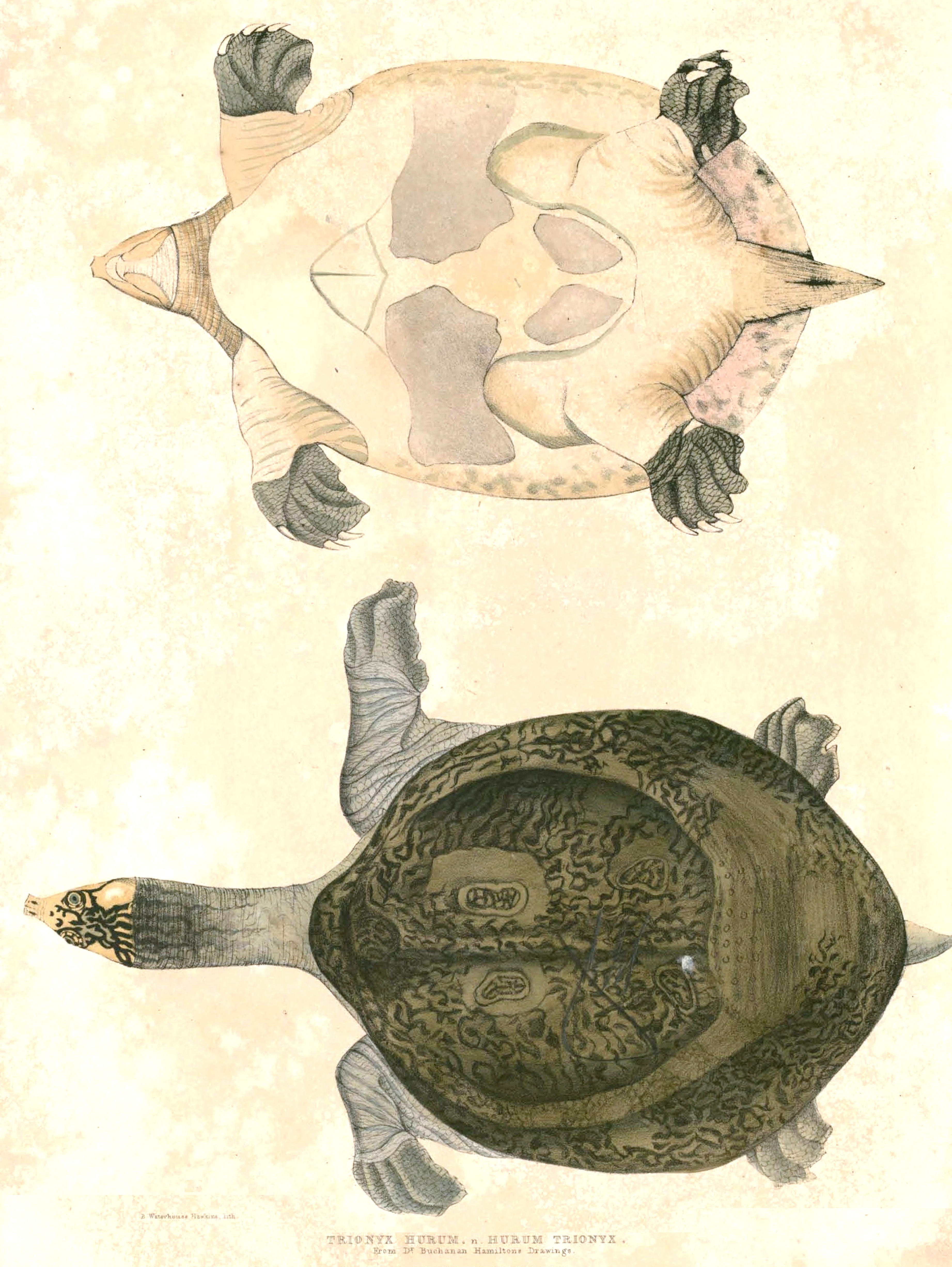